# Mount Aspiring National Park

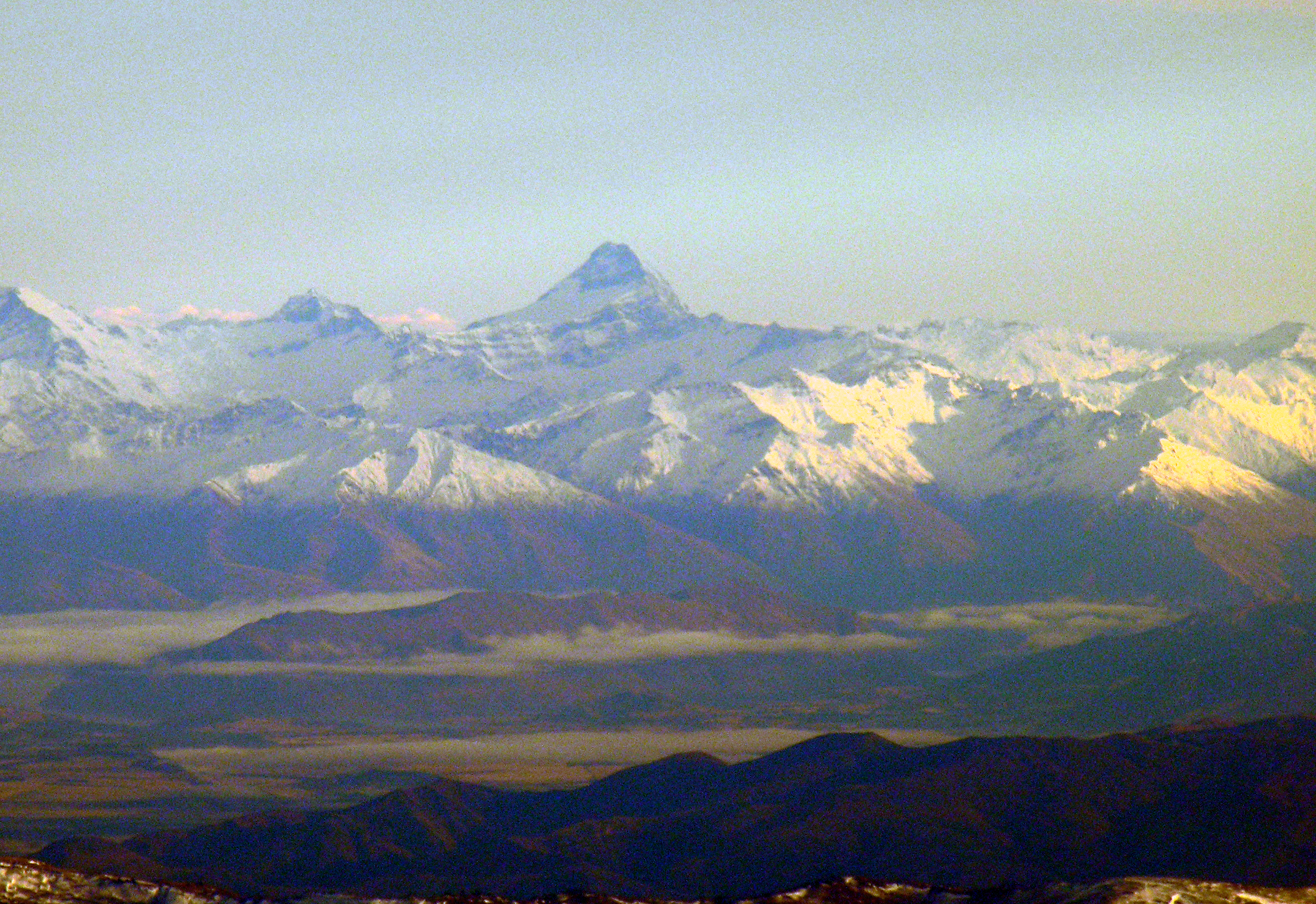
Mount Aspiring

Mount Aspiring National Park − jeden z czternastu parków narodowych w Nowej Zelandii. Zlokalizowany jest w zachodniej części Wyspy Południowej. Został utworzony w 1964 roku. Zajmuje powierzchnię 3555 km². Tak jak pozostałe parki narodowe w Nowej Zelandii, jest zarządzany przez Department of Conservation. Należy do grupy Te Wāhipounamu - czterech nowozelandzkich parków narodowych wpisanych razem na listę światowego dziedzictwa UNESCO.
Swą nazwę zawdzięcza szczytowi Mount Aspiring (3033 m n.p.m.). Inne znaczące szczyty to Mount Pollux (2542 m n.p.m.) i Mount Brewster (2542 m n.p.m.). Rozciąga się na zachód od jeziora Wanaka i obejmuje południową część Alp Południowych. Przez park przebiega część jednego z kilku znanych nowozelandzkich długich szlaków turystycznych zwanych Wielkimi Szlakami − Szlak Routeburn. Na terenie parku znajdują się lodowce.

## Flora
Poniżej linii buszu dominują lasy bukowe oraz drzewa Plagianthus regius i Plagianthus divaricatus chętnie zajmujące obszary oczyszczone z roślinności przez lawiny. Powyżej linii buszu występują głównie trawy i rośliny zielne.

## Fauna
Z gatunków naturalnie występujących w Nowej Zelandii, w lasach parku można spotkać ptaki takie jak barglik, skalinek wielkogłowy oraz garlica maoryska. Na terenach otwartych występują gatunki kaczek: kazarka rajska i krzywonos.

## Kultura masowa
W Parku Narodowym Mount Aspiring kręcono sceny dziejące się w Isengardzie w trylogii filmowej Władca Pierścieni.